# Kervin Godon
Pour les articles homonymes, voir Godon (homonymie).
Kervin Godon est un footballeur mauricien né le 11 avril 1981 qui joue aux postes de défenseur et milieu de terrain dans le club du Saint-Denis FC. Il est international mauricien et a remporté en 2003, les jeux des îles de l'océan Indien avec Maurice.

## Palmarès
- Champion de Maurice en 2002, 2003 et 2004 avec l'AS Port-Louis 2000
- Vainqueur de la Coupe de Maurice en 2002 avec l'AS Port-Louis 2000
- Vainqueur de la Coupe de la République en 2004 avec l'AS Port-Louis 2000